# ネイル (単位)
ネイル (nail) は、イギリス・アメリカの古い単位。いくつかの単位の1/16を指す。中でも、1/16ヤードを指すことが多い。
- 長さの単位。1ネイル = 1/16ヤード = 2¼インチ = 5.715センチメートル。
- 長さの単位。1ネイル = 1/16フィート = 1ディジット = ¾インチ = 1.905センチメートル。
- 面積の単位。1ネイル = 1/16エーカー = 252.9285264平方メートル。
- 布の質量の単位。1ネイル = 1クローヴ = 1/16英ハンドレッドウェイト = 7ポンド = 3.17514659キログラム。